# CW Leonis
CW Leonis oder IRC +10216 ist ein Kohlensstoffstern im Sternbild Löwe, etwa 310 Lichtjahre entfernt. Er wurde im Jahr 1969 von einer Gruppe Astronomen unter der Leitung von Eric Becklin entdeckt, anhand von Infrarotbeobachtungen mithilfe des Caltech Infrared Telescope am Mount Wilson Observatory.  Er ist von einer dicken Staubhülle umgeben, und strahlt seine Energie überwiegen im Infrarot-Spektrum ab. Bei einer Wellenlänge von 5 μm ist es das hellste Objekt außerhalb des Sonnensystems.